# UCI Europe Tour de 2017
O UCI Europe Tour de 2017 foi a décima terceira edição do calendário ciclístico internacional europeu. Iniciou-se a 26 de janeiro de 2017 em Espanha, com o Troféu Porreres, Felanitx, Ses Salines, Campos pertencente à Challenge Ciclista a Mallorca e finalizou a 17 de outubro de 2017 com o Prémio Nacional de Clausura na Bélgica. Em princípio, disputar-se-iam 270 competições, outorgando pontos aos primeiros classificados das etapas e à classificação final, ainda que o calendário pode sofrer modificações ao longo da temporada com a inclusão de novas corridas ou exclusão de outras.

## Equipas
As equipas que podem participar nas diferentes corridas dependem da categoria das mesmas. A maior nível de uma corrida podem participar equipas de maior nível. Por exemplo os equipas UCI Pro Team, só podem participar das corridas .HC e .1 e têm cota limitada de equipas para competir.
| Categoria                       | Categoria                       | Equipas                                                                                          |
| ------------------------------- | ------------------------------- | ------------------------------------------------------------------------------------------------ |
| align="center"\|.HC             | 1.hc (Corrida de um dia)        | * Pro Team (max 65%) * Profissionais Continentais * Continentais * Seleções nacionais            |
| align="center"\|.HC             | 2.hc (Corrida de vários dias)   | * Pro Team (max 65%) * Profissionais Continentais * Continentais * Seleções nacionais            |
| align="center"\|.1              | 1.1 (Corrida de um dia)         | * Pro Team (max 50%) * Profissionais Continentais * Continentais * Seleções nacionais            |
| align="center"\|.1              | 2.1 (Corrida de vários dias)    | * Pro Team (max 50%) * Profissionais Continentais * Continentais * Seleções nacionais            |
| align="center"\|.2              | 1.2 (Corrida de um dia)         | * Profissionais Continentais * Continentais * Seleções nacionais * Seleções regionais * Amadores |
| align="center"\|.2              | 2.2 (Corrida de vários dias)    | * Profissionais Continentais * Continentais * Seleções nacionais * Seleções regionais * Amadores |
| align="center"\| .2Ou (sub-23)  | 1.2U (Corrida de um dia)        | * Continentais * Seleções nacionais * Seleções regionais * Amadoras                              |
| align="center"\| .2Ou (sub-23)  | 2.2Ou(Corrida de vários dias)   | * Continentais * Seleções nacionais * Seleções regionais * Amadoras                              |
| align="center"\| .Ncup (sub-23) | 1.ncup (Corrida de um dia)      | * Seleções nacionais * Seleções mistas                                                           |
| align="center"\| .Ncup (sub-23) | 2.ncup (Corrida de vários dias) | * Seleções nacionais * Seleções mistas                                                           |

## Corridas
Esta edição consta de XXX corridas de máxima categoria (.HC), ZZZ corridas de nível (.1), e o resto das corridas são do último nível de categoria (.2). Ademais também fazem parte os campeonatos nacionais de estrada e contrarrelógio para elite e sub-23 para a cada país europeu.

## Calendário
As seguintes são as 270 corridas que compõem atualmente o calendário UCI Europe Tour. (atualizado pela UCI a dezembro de 2016)

### Janeiro
| Data | Corrida                                        | Cat. | Ganhador      | Equipa                 |
| ---- | ---------------------------------------------- | ---- | ------------- | ---------------------- |
| 26   | Troféu Porreres, Felanitx, Ses Salines, Campos | 1.1  | André Greipel | Lotto Soudal           |
| 27   | Troféu Serra de Tramuntana                     | 1.1  | Tim Wellens   | Lotto Soudal           |
| 28   | Troféu Andratx-Mirador des Colomer             | 1.1  | Tim Wellens   | Lotto Soudal           |
| 29   | Troféu Palma                                   | 1.1  | Daniel McLay  | Fortuneo-Vital Concept |
| 29   | Grande Prêmio Ciclista a Marsellesa            | 1.1  | Arthur Vichot | FDJ                    |

### Fevereiro
| Data  | Corrida                          | Cat. | Ganhador           | Equipa                       |
| ----- | -------------------------------- | ---- | ------------------ | ---------------------------- |
| 1-5   | Volta à Comunidade Valenciana    | 2.1  | Nairo Quintana     | Movistar                     |
| 1-5   | Estrela de Bességes              | 2.1  | Lilian Calmejane   | Direct Énergie               |
| 5     | Grande Prêmio Costa dos Etruscos | 1.1  | Diego Ulissi       | UAE Abu Dhabi                |
| 11    | Volta a Múrcia                   | 1.1  | Alejandro Valverde | Movistar                     |
| 12    | Clássica de Almeria              | 1.1  | Magnus Cort        | Orica-Scott                  |
| 12    | Troféu Laigueglia                | 1.hc | Fabio Felline      | Seleção da Itália            |
| 15-19 | Volta a Andaluzia                | 2.hc | Alejandro Valverde | Movistar                     |
| 15-19 | Volta ao Algarve                 | 2.hc | Primož Roglič      | LottoNL-Jumbo                |
| 18-19 | Tour de Haut-Var                 | 2.1  | Arthur Vichot      | FDJ                          |
| 19    | GP Laguna                        | 1.2  | Andrea Toniatti    | Colpack                      |
| 21-23 | Tour La Provence                 | 2.1  | Rohan Dennis       | BMC Racing                   |
| 22-26 | Volta ao Alentejo                | 2.1  | Carlos Barbero     | Movistar                     |
| 25    | Classic Sud Ardéche              | 1.1  | Mauro Finetto      | Delko Marseille Provence KTM |
| 26    | La Drôme Classic                 | 1.1  | Sébastien Delfosse | WB Veranclassic Aqua Protect |
| 26    | Kuurne-Bruxelas-Kuurne           | 1.hc | Peter Sagan        | Bora-Hansgrohe               |
| 26    | Grande Prêmio Izola              | 1.2  | Filippo Fortin     | Tirol                        |

### Março
| Data  | Corrida                                        | Cat.   | Ganhador                 | Equipa                      |
| ----- | ---------------------------------------------- | ------ | ------------------------ | --------------------------- |
| 1     | Le Samyn                                       | 1.1    | Guillaume Van Keirsbulck | Wanty-Groupe Gobert         |
| 1     | Trofej Umag-Umag Trophy                        | 1.2    | Rok Korošec              | Amplatz-BMC                 |
| 4     | Porec Trophy                                   | 1.2    | Matej Mugerli            | Amplatz-BMC                 |
| 5     | Grande Prêmio Indústria e Artigianato-Larciano | 1.hc   | Adam Yates               | Orica-Scott                 |
| 5     | Através de Flandres Ocidental                  | 1.1    | Jos van Emden            | LottoNL-Jumbo               |
| 5     | Grande Prêmio Villa de Lillers                 | 1.2    | Thomas Boudat            | Direct Énergie              |
| 5     | Grande Prêmio Internacional de Rodas           | 1.2    | Alan Banaszek            | Seleção da Polónia          |
| 5     | Clássica da Arrábida                           | 1.2    | Amaro Antunes            | W52-FC Porto                |
| 9-12  | Istrian Spring Trophy                          | 2.2    | Matej Mugerli            | Amplatz-BMC                 |
| 10-12 | Volta a Rodas                                  | 2.2    | Colin Stüssi             | Roth-Akros                  |
| 11    | Tour de Drenthe                                | 1.1    | Jan-Willem Van Schip     | Delta Cycling               |
| 12    | Paris-Troyes                                   | 1.2    | Yannis Yssaad            | Armée de terre              |
| 12    | Clássica Aldeias do Xisto                      | 1.2    | Vicente García de Mateos | Louletano-Hospital de Loulé |
| 12    | Dorpenomloop Rucphen                           | 1.2    | Maarten Van Trijp        | Metec-TKH Mantel            |
| 15    | Nokere Koerse                                  | 1.hc   | Nacer Bouhanni           | Cofidis, Solutions Crédits  |
| 17    | Handzame Classic                               | 1.1    | Kristoffer Halvorsen     | Joker Icopal                |
| 18    | Clássica de Loire-Atlantique                   | 1.1    | Laurent Pichon           | Fortuneo-Vital Concept      |
| 19    | La Popolarissima                               | 1.2    | Filippo Calderaro        |                             |
| 20-26 | Tour da Normandia                              | 2.2    | Anthony Delaplace        | Fortuneo-Vital Concept      |
| 23-26 | Settimana Coppi e Bartali                      | 2.1    | Lilian Calmejane         | Direct Énergie              |
| 26    | Gante-Wevelgem sub-23                          | 1.ncup | Jacob Hennesy            |                             |
| 28-30 | Três Dias da Panne                             | 2.hc   | Philippe Gilbert         | Quick-Step Floors           |
| 31    | Route Adélie                                   | 1.1    | Laurent Pichon           | Fortuneo-Vital Concept      |
| 31-2  | Triptyque des Monts et Châteaux                | 2.2    | Jasper Philipsen         |                             |

### Abril
| Data  | Corrida                             | Cat.   | Ganhador             | Equipa                         |
| ----- | ----------------------------------- | ------ | -------------------- | ------------------------------ |
| 1     | Grande Prêmio Miguel Indurain       | 1.1    | Simon Yates          | Orica-Scott                    |
| 1     | Volta Limburg Classic               | 1.1    | Marco Canola         | Nippo-Vini Fantini             |
| 2     | Volta à Rioja                       | 1.1    | Rory Sutherland      | Movistar                       |
| 2     | La Roue Tourangelle                 | 1.1    | Flavien Dassonville  | HP BTP-Auber93                 |
| 2     | Grande Prêmio Adria Mobil           | 1.2    | Antonio Parrinello   | GM Europa Vini                 |
| 2     | Troféu Banca Popular de Vicenza     | 1.2U   | Mark Padun           | Colpack                        |
| 4-7   | Circuito de la Sarthe               | 2.1    | Lilian Calmejane     | Direct Énergie                 |
| 5     | Scheldeprijs                        | 1.hc   | Marcel Kittel        | Quick-Step Floors              |
| 7-9   | Circuito das Ardenas                | 2.2    | Jhonatan Narváez     | Axeon Hagens Berman            |
| 8     | Troféu Edil C                       | 1.2U   | Marco Negrente       | Colpack                        |
| 9     | Giro dos Apeninos                   | 1.1    | Danilo Celano        | Amore & Vita-Selle SMP         |
| 9     | Klasika Primavera                   | 1.1    | Gorka Izagirre       | Movistar                       |
| 11    | Paris-Camembert                     | 1.1    | Nacer Bouhanni       | Cofidis, Solutions Crédits     |
| 12    | Flecha Brabanzona                   | 1.hc   | Sonny Colbrelli      | Bahrain Merida                 |
| 12-16 | Tour de Loir-et-Cher                | 2.2    | Alexander Kamp       | VéloCONCEPT                    |
| 13    | Grande Prêmio de Denain             | 1.hc   | Arnaud Démare        | FDJ                            |
| 15    | ZLM Tour                            | 1.ncup | Christopher Lawless  | Axeon Hagens Berman            |
| 15    | Liége-Bastogne-Liége sub-23         | 1.2U   | Bjorg Lambrecht      |                                |
| 15    | Tour de Finisterre                  | 1.1    | Julien Loubet        | Armée de terre                 |
| 17    | Giro do Belvedere                   | 1.2U   | Alexandr Riabushenko | Palazzago Amaru                |
| 17    | Tro Bro Leon                        | 1.1    | Damien Gaudin        | Armée de terre                 |
| 17-21 | Tour dos Alpes                      | 2.hc   | Geraint Thomas       | Sky                            |
| 18-23 | Tour da Croácia                     | 2.1    | Vincenzo Nibali      | Bahrain Merida                 |
| 18    | Grande Prêmio Palio do Recioto      | 1.2U   | Neilson Powless      | Axeon Hagens Berman            |
| 20-23 | Tour de Mersin                      | 2.2    | Stanislau Bazhkou    | Minsk CC                       |
| 22    | Memorial Arno Wallaard              | 1.2    | Timothy Stevens      | Pauwels sauzen-Vastgoedservice |
| 22    | Visegrad 4 Kerekparverseny          | 1.2    | Kamil Zieliński      | Domin Sport                    |
| 23    | Troféu Cidade de San Vendemiano     | 1.2U   | Nicola Conci         |                                |
| 23    | Rutland-Melton CiCLE Classic        | 1.2    | Daniel Fleeman       |                                |
| 23    | Visegrad 4 Bicycle Race-GP Slovakia | 1.2    | Alois Kaňkovský      | Elkov-Author                   |
| 25    | Grande Prêmio della Liberazione     | 1.2U   | Seid Lizde           | Colpack                        |
| 25-1  | Tour da Bretanha                    | 2.2    | Flavien Dassonville  | HP BTP-Auber93                 |
| 28-30 | Tour de Yorkshire                   | 2.1    | Serge Pauwels        | Dimension Data                 |
| 28    | Himmerland Rundt                    | 1.2    | Nicolai Brøchner     | Riwal Platform                 |
| 28-29 | Toscana Terra di Ciclismo Eroica    | 2.2Ou  | Jai Hindley          | Seleção da Austrália           |
| 29    | GP Viborg                           | 1.2    | Kasper Asgreen       | VéloCONCEPT                    |
| 29    | Belgrado-Bania Luka I               | 1.2    | Barnabás Peák        |                                |
| 29    | Tour de Zuidenveld                  | 1.2    | Rick Ottema          | Baby-Dump Cyclingteam          |
| 29-1  | Volta às Astúrias                   | 2.1    | Raúl Alarcón         | W52-FC Porto                   |
| 29-2  | Carpathian Couriers Race            | 2.2Ou  | Alessandro Pessot    |                                |
| 30    | Paris-Mantes-en-Yvelines            | 1.2    | Fabien Canal         | Armée de terre                 |
| 30    | Skive-Løbet                         | 1.2    | Martin Toft Madsen   | Almeborg-Bornholm              |
| 30    | Belgrado-Bania Luka II              | 1.2    | Nicola Gaffurini     | Sangemini-mg.kvis              |

### Maio
| Data  | Corrida                             | Cat.  | Ganhador                   | Equipa                     |
| ----- | ----------------------------------- | ----- | -------------------------- | -------------------------- |
| 1     | Circuito de Valônia                 | 1.2   | Maarten Van Trijp          | Metec-TKH Mantel           |
| 1     | Memóriał Andrzeja Trochanowskiego   | 1.2   | Alois Kaňkovský            | Elkov-Author               |
| 1     | Grande Prêmio de Frankfurt sub-23   | 1.2U  | Fabio Jakobsen             | SEG Racing Academy         |
| 2     | Memóriał Romana Siemińskiego        | 1.2   | Alois Kaňkovský            | Elkov-Author               |
| 3-6   | Rhône-Alpes Isére Tour              | 2.2   | Marco Minnaard             | Wanty-Groupe Gobert        |
| 3-7   | Tour de Azerbaijão                  | 2.1   | Hermann Pernsteiner        | Amplatz-BMC                |
| 5-7   | Volta à Comunidade de Madri         | 2.1   | Óscar Sevilla              | Medellín-Inder             |
| 5-7   | CCC Tour-Grody Piastowskie          | 2.2   | Marek Rutkiewicz           | Wibatech 7r Fuji           |
| 5-9   | Cinco Anéis de Moscovo              | 2.2   | Yuri Trofimov              | Seleção da Rússia          |
| 6     | Sundvolden GP                       | 1.2   | Rasmus Guldhammer          | VéloCONCEPT                |
| 6     | Tour de Overijssel                  | 1.2   | Nicolai Brøchner           | Riwal Platform             |
| 7     | Grande Prêmio de Lugano             | 1.hc  | Iuri Filosi                | Nippo-Vini Fantini         |
| 7     | Flecha das Ardenas                  | 1.2   | Harm Vanhoucke             |                            |
| 7     | Ringerike GP                        | 1.2   | Rasmus Guldhammer          | VéloCONCEPT                |
| 7     | Circuito do Porto-Troféu Arvedi     | 1.2   | Damiano Cume               |                            |
| 9-14  | Quatro Dias de Dunkerque            | 2.hc  | Clément Venturini          | Cofidis, Solutions Crédits |
| 11-14 | Tour de Ancara                      | 2.2   | Brayan Ramírez             | Medellín-Inder             |
| 13    | Scandinavian Race                   | 1.2   | Nicolai Brøchner           | Riwal Platform             |
| 14    | Grande Prêmio Criquielion           | 1.2   | Bram Welten                | BMC Development            |
| 14    | Grande Prêmio Indústrias do Mármore | 1.2U  | Michael Storer             | Mitchelton Scott           |
| 14    | Volta à Holanda Setentrional        | 1.2   | Fabio Jakobsen             | SEG Racing Academy         |
| 17-21 | Tour da Noruega                     | 2.hc  | Edvald Boasson Hagen       | Dimension Data             |
| 17-21 | Tour da Ucrânia                     | 2.2   | Vitaliy Buts               | Kolss-BDC                  |
| 17-21 | Bałtyk-Karkonosze Tour              | 2.2   | Marek Rutkiewicz           | Wibatech 7r Fuji           |
| 18-21 | Ronde d'Isard                       | 2.2Ou | Pavel Sivakov              | BMC Development Team       |
| 19-21 | Paris-Arrás Tour                    | 2.2   | Jordan Levasseur           | Armée de terre             |
| 19-21 | Volta a Castela e Leão              | 2.1   | Jonathan Hivert            | Direct Énergie             |
| 20    | Tour de Berna                       | 1.2   | Filippo Fortin             | Tirol                      |
| 20-24 | Tour da Albânia                     | 2.2   | Francesco Manuel Bongiorno | Sangemini-mg.kvis          |
| 21-28 | An Post Rás                         | 2.2   | James Gullen               | JLT Condor                 |
| 21    | Grande Prêmio do Somme              | 1.1   | Adrien Petit               | Direct Énergie             |
| 24-28 | Flèche du Sud                       | 2.2   | Mark Padun                 |                            |
| 24-28 | Volta à Bélgica                     | 2.hc  | Jens Keukeleire            | Seleção da Bélgica         |
| 24-28 | Tour dos Fiordos                    | 2.1   | Edvald Boasson Hagen       | Dimension Data             |
| 25-27 | Grande Prêmio Ciclista de Gemenc    | 2.2   | Filippo Tagliani           |                            |
| 26-27 | Tour da Estónia                     | 2.1   | Karl Patrick Lauk          | Seleção da Estónia         |
| 26    | Horizon Park Race for Peace         | 1.2   | Mykhailo Kononenko         | Kolss-BDC                  |
| 27    | Grande Prêmio de Plumelec-Morbihan  | 1.1   | Alexis Vuillermoz          | AG2R La Mondiale           |
| 27-28 | Tour de Gironde                     | 2.2   | Pablo Torres               | Burgos-BH                  |
| 27-28 | Tour de Jura                        | 2.2   | Thomas Degand              | Wanty-Groupe Gobert        |
| 27    | Horizon Park Race Maidan            | 1.2   | Rasmus Esmann Ginnerup     |                            |
| 28    | Horizon Park Classic                | 1.2   | Oleksandr Prevar           | Kolss-BDC                  |
| 28    | Boucles de l'Aulne                  | 1.1   | Odd Christian Eiking       | FDJ                        |
| 28    | Paris-Roubaix sub-23                | 1.2U  | Nils Eekhoff               | Development Sunweb         |
| 31-4  | Tour de Luxemburgo                  | 2.hc  | Greg Van Avermaet          | BMC Racing                 |

### Junho
| Data  | Corrida                                                        | Cat.   | Ganhador               | Equipa                     |
| ----- | -------------------------------------------------------------- | ------ | ---------------------- | -------------------------- |
| 1-4   | Carreira da Paz sub-23                                         | 2.ncup | Bjorg Lambrecht        |                            |
| 1-4   | Boucles de la Mayenne                                          | 2.1    | Mathieu van der Poel   | Beobank-Corendon           |
| 1-4   | Szlakiem Walk Majora Hubala                                    | 2.1    | Maciej Paterski        | CCC Sprandi Polkowice      |
| 2-4   | Hammer Limburgo                                                | 2.1    | Sky                    | Sky                        |
| 2-4   | Tour de Bihor                                                  | 2.2    | Rodolfo Torres         | Androni Giocattoli         |
| 2-4   | Grande Prêmio Internacional de Fronteiras e a Serra da Estrela | 2.1    | Jesús do Pino          | Efapel                     |
| 2     | Troféu Alcide Degasperi                                        | 1.2    | Andrea Toniatti        |                            |
| 3     | Flecha de Heist                                                | 1.1    | Jasper De Buyst        | Lotto Soudal               |
| 4     | Memorial Philippe Van Coningsloo                               | 1.2    | Yves Coolen            |                            |
| 4     | Coppa della Pace                                               | 1.2    | Nicola Gaffurini       | Sangemini-mg.kvis          |
| 7-11  | Tour da Eslováquia                                             | 2.1    | Jan Tratnik            | CCC Sprandi Polkowice      |
| 8-11  | Oberösterreichrundfahrt                                        | 2.2    | Stephan Rabitsch       | Felbermayr-Simplon Wels    |
| 8-11  | Ronde de l'Oise                                                | 2.2    | Flavien Dassonville    | HP BTP-Auber93             |
| 8     | G. P. Kanton Aargau                                            | 1.hc   | Sacha Modolo           | UAE Emirates               |
| 9-15  | Giro Ciclístico d'Itália                                       | 2.2Ou  | Pavel Sivakov          | BMC Development Team       |
| 9-11  | Tour de Malopolska                                             | 2.2    | Maciej Paterski        | CCC Sprandi Polkowice      |
| 10    | Dwars door de Vlaamse Ardennen                                 | 1.2    | Cameron Meyer          |                            |
| 10    | Tour de Fyen                                                   | 1.2    | Audun Brekke Fløtten   | Uno-X Hydrogen Development |
| 11    | Grande Prêmio Horsens                                          | 1.2    | Casper Pedersen        | Giant-Castelli             |
| 11    | Volta à Colónia                                                | 1.1    | Gregor Mühlberger      | Bora-Hansgrohe             |
| 11    | Tour de Limburgo                                               | 1.1    | Wout van Aert          | Vérandas Willems-Crelan    |
| 14-18 | Ster ZLM Toer                                                  | 2.1    | José Gonçalves         | Katusha-Alpecin            |
| 15-18 | Tour da Eslovénia                                              | 2.1    | Rafał Majka            | Bora-Hansgrohe             |
| 15-18 | Ruta del Sur                                                   | 2.1    | Silvan Dillier         | BMC Racing                 |
| 15-18 | Tour de Saboia                                                 | 2.2    | Egan Bernal            | Androni Giocattoli         |
| 16-18 | Volta à Sérvia                                                 | 2.2    | Charalampos Kastrantas | Dare Viator Partizan       |
| 17    | Memóriał im. J. Grundmanna i J. Wizowskiego                    | 1.2    | Alan Banaszek          | CCC Sprandi Polkowice      |
| 18    | Bruges Cycling Classic                                         | 1.1    | Wout van Aert          | Vérandas Willems-Crelan    |
| 18    | Korona Kocich Gór                                              | 1.2    | Łukasz Owsian          | CCC Sprandi Polkowice      |
| 18    | Troféu Beaumont                                                | 1.2    | Peter Williams         | ONE                        |
| 21    | Ache-Ingooigem                                                 | 1.1    | Arnaud Démare          | FDJ                        |
| 27    | Troféu Cidade de Brescia                                       | 1.2    | Nikolai Shumov         |                            |
| 27-2  | Tour da Hungria                                                | 2.2    | Daniel Jaramillo       | UnitedHealthcare           |
| 28    | Troféu Internacional Jong Maar Moedig                          | 1.2    | Toon Aerts             | Telenet Fidea Lions        |
| 28-1  | Carreira da Solidariedade e dos Campeões Olímpicos             | 2.2    | Mateusz Komar          | Voster Uniwheels Team      |
| 29-2  | Volta a Portugal do Futuro                                     | 2.2Ou  | José Fernandes         |                            |

### Julho
| Data  | Corrida                                              | Cat.  | Ganhador              | Equipa                       |
| ----- | ---------------------------------------------------- | ----- | --------------------- | ---------------------------- |
| 1     | Omloop Het Nieuwsblad sub-23                         | 1.2   | Tanguy Turgis         |                              |
| 2-8   | Volta à Áustria                                      | 2.1   | Stefan Denifl         | Aqua Blue Sport              |
| 2     | Slag om Norg                                         | 1.1   | Gianni Vermeersch     | Beobank-Corendon             |
| 5-9   | Tour de Sibiu                                        | 2.1   | Egan Bernal           | Androni Giocattoli           |
| 5-9   | Grande Prêmio Torres Vedras-Troféu Joaquim Agostinho | 2.2   | Amaro Antunes         | W52-FC Porto                 |
| 7     | Grande Prêmio Stad Sint-Niklaas                      | 1.2   | Gerben Thijssen       |                              |
| 7     | Minsk Cup                                            | 1.2   | Yegor Dementyev       | ISD-Jorbi                    |
| 8     | Grande Prêmio de Minsk                               | 1.2   | Yauheni Karaliok      | Minsk CC                     |
| 8     | Grande Prêmio Jean-Pierre Monseré                    | 1.1   | Laurens Sweeck        | Era-Circus                   |
| 9     | Giro do Médio Brenta                                 | 1.2   | Michele Gazzara       | Sangemini-mg.kvis            |
| 9     | Velothon Wales                                       | 1.1   | Ian Bibby             | JLT Condor                   |
| 9     | Midden Brabant-Poort Omloop                          | 1.2   | Jaap Kooijman         |                              |
| 12-16 | Giro do Vale de Aosta                                | 2.2Ou | Pavel Sivakov         | BMC Development Team         |
| 16    | Troféu Matteotti                                     | 1.1   | Sergey Shilov         | Lokosphinx                   |
| 19    | Grande Prêmio Pino Cerami                            | 1.1   | Wout van Aert         | Vérandas Willems-Crelan      |
| 22-26 | Tour de Valônia                                      | 2.hc  | Dylan Teuns           | BMC Racing                   |
| 23    | Grande Prêmio da Villa de Pérenchies                 | 1.2   | Roy Jans              | WB Veranclassic Aqua Protect |
| 25    | Clássica de Ordizia                                  | 1.1   | Sergey Shilov         | Lokosphinx                   |
| 25-29 | Dookoła Mazowsza                                     | 2.2   | Alois Kaňkovský       | Elkov-Author                 |
| 26-30 | Tour da Alsacia                                      | 2.2   | Lucas Hamilton        | Seleção da Austrália         |
| 29-31 | Kreiz Breizh Elites                                  | 2.2   | Jonas Gregaard Wilsly | Riwal Platform               |
| 30    | Polynormande                                         | 1.1   | Alexis Gougeard       | AG2R La Mondiale             |
| 30    | Rad am Ring                                          | 1.1   | Huub Duijn            | Vérandas Willems-Crelan      |
| 30    | Grande Prêmio de Kranj                               | 1.2   | Matej Mugerli         | Amplatz-BMC                  |
| 31    | Circuito de Getxo                                    | 1.1   | Carlos Barbero        | Movistar                     |

### Agosto
| Data  | Corrida                                  | Cat.   | Ganhador             | Equipa                      |
| ----- | ---------------------------------------- | ------ | -------------------- | --------------------------- |
| 1-5   | Volta a Burgos                           | 2.hc   | Mikel Landa          | Sky                         |
| 3     | Campeonato Europeu Contrarrelógio Sub-23 | CC     | Kasper Asgreen       | Seleção da Dinamarca        |
| 3     | Campeonato Europeu Contrarrelógio        | CC     | Victor Campenaerts   | Seleção da Bélgica          |
| 4-15  | Volta a Portugal                         | 2.1    | Raúl Alarcón         | W52-FC Porto                |
| 5     | Campeonato Europeu em Estrada Sub-23     | CC     | Casper Pedersen      | Seleção da Dinamarca        |
| 5     | Grande Prêmio de Kalmar                  | 1.2    | Rasmus Bogh Wallin   | ColoQuick CULT              |
| 5     | Tour das Beiras                          | 1.2    | Sergiy Lagkuti       | Kolss-BDC                   |
| 5     | Dwars door het Hageland                  | 1.1    | Mathieu van der Poel | Beobank-Corendon            |
| 6     | Campeonato Europeu em Estrada            | CC     | Alexander Kristoff   | Seleção da Noruega          |
| 6     | Odessa Grand Prix                        | 1.2    | Mykhailo Kononenko   | Kolss-BDC                   |
| 6     | Antwerpse Havenpijl                      | 1.2    | Arvid de Kleijn      | Baby-Dump                   |
| 8-12  | Tour de l'Ain                            | 2.1    | Thibaut Pinot        | FDJ                         |
| 9-12  | Tour de Szeklerland                      | 2.2    | Patrick Bosman       | Hrinkow Advarics            |
| 10-13 | Arctic Race da Noruega                   | 2.hc   | Dylan Teuns          | BMC Racing                  |
| 10-13 | Tour da República Checa                  | 2.1    | Josef Černý          | Elkov-Author                |
| 12    | Memóriał Henryka Łasaka                  | 1.2    | Alan Banaszek        | CCC Sprandi Polkowice       |
| 13    | Puchar Uzdrowisk Karpackich              | 1.2    | Maciej Paterski      | CCC Sprandi Polkowice       |
| 13    | Grande Prêmio Sportivi di Poggiana       | 1.2U   | Nicola Conci         |                             |
| 15-18 | Tour de Limusino                         | 2.1    | Alexis Vuillermoz    | AG2R La Mondiale            |
| 16    | Grande Prêmio Capodarco                  | 1.2U   | Mark Padun           |                             |
| 18    | Veenendaal Veenendaal Classic            | 1.1    | Luka Mezgec          | Orica-Scott                 |
| 18-27 | Tour de l'Avenir                         | 2.ncup | Egan Bernal          | Seleção da Colômbia         |
| 19    | Puchar Ministra Obrony Narodowej         | 1.2    | Alois Kaňkovský      | Elkov-Author                |
| 20    | Szlakiem Wielkich Jezior                 | 1.2    | Marek Rutkiewicz     | Wibatech 7r Fuji            |
| 20    | Grande Prêmio Jef Scherens               | 1.1    | Timothy Dupont       | Vérandas Willems-Crelan     |
| 22    | Grande Prêmio de Marbriers               | 1.2    | Karol Domagalski     | ONE                         |
| 22    | Grande Prêmio da Villa de Zottegem       | 1.1    | Jasper De Buyst      | Lotto Soudal                |
| 22-25 | Tour de Poitou-Charentes                 | 2.1    | Mads Pedersen        | Trek-Segafredo              |
| 23    | Druivenkoers Overijse                    | 1.1    | Jérôme Baugnies      | Wanty-Groupe Gobert         |
| 23-27 | Baltic Chain Tour                        | 2.2    | Herman Dahl          | Sparebanken Sør             |
| 25    | Pró Ötztaler 5500                        | 1.1    | Roman Kreuziger      | Orica-Scott                 |
| 26    | Omloop Mandel-Leie-Schelde               | 1.1    | Iljo Keisse          | Quick-Step Floors           |
| 26-27 | Ronde van Midden-Nederland               | 2.2    | Kamil Gradek         | ONE                         |
| 27    | Schaal Sels                              | 1.1    | Taco van der Hoorn   | Roompot-Nederlandse Loterij |
| 27    | Croácia-Eslovénia                        | 1.2    | Dušan Rajović        | Adria Mobil                 |
| 30-3  | Okolo jižních Čech                       | 2.2    | Josef Černý          | Elkov-Author                |

### Setembro
| Data  | Corrida                                    | Cat.  | Ganhador                              | Equipa                        |
| ----- | ------------------------------------------ | ----- | ------------------------------------- | ----------------------------- |
| 2     | Brussels Cycling Classic                   | 1.hc  | Arnaud Démare                         | FDJ                           |
| 3     | Kernen Omloop Echt-Susteren                | 1.2   | Robbert de Greef                      | Baby-Dump                     |
| 3-5   | Tour de Bulgária-Norte                     | 2.2   | Sergiy Lagkuti                        | Kolss-BDC                     |
| 3     | Grande Prêmio de Fourmies                  | 1.hc  | Nacer Bouhanni                        | Cofidis, Solutions Crédits    |
| 3-10  | Volta à Grã-Bretanha                       | 2.hc  | Lars Boom                             | LottoNL-Jumbo                 |
| 5-10  | Tour de Olympia                            | 2.2Ou | Pascal Eenkhoorn                      |                               |
| 7-9   | Tour da Bulgária-Sul                       | 2.2   | Vitaliy Buts                          | Kolss-BDC                     |
| 8-9   | East Bohemia Tour                          | 2.2   | Kamil Zieliński                       | Domin Sport                   |
| 9     | Tour de Jura                               | 1.2   | Marc Hirschi                          |                               |
| 9     | De Kustpijl                                | 1.2   | Christophe Noppe                      | Sport Vlaanderen-Baloise      |
| 10    | Raiffeisen G. P.                           | 1.2   | Adam de Vos                           | Rally                         |
| 10    | Tour de Doubs                              | 1.1   | Romain Hardy                          | Fortuneo-Oscaro               |
| 10    | Grande Prêmio da Ville de Nogent-sur-Oise  | 1.2   | Jordan Levasseur                      | Armée de terre                |
| 11    | Grande Prêmio Marcel Kint                  | 1.2   | Jonas Rickaert                        | Sport Vlaanderen-Baloise      |
| 12-16 | Volta à Dinamarca                          | 2.hc  | Mads Pedersen                         | Trek-Segafredo                |
| 13    | Coppa Agostoni                             | 1.1   | Michael Albasini                      | Seleção da Suíça              |
| 13    | Grande Prêmio de Valônia                   | 1.1   | Tim Wellens                           | Lotto Soudal                  |
| 14    | Coppa Bernocchi                            | 1.1   | Sonny Colbrelli                       | Bahrain Merida                |
| 15    | Campeonato de Flandres                     | 1.1   | Fernando Gaviria                      | Quick-Step Floors             |
| 16    | Memorial Marco Pantani                     | 1.1   | Marco Zamparella                      | Amore & Vita-Selle SMP        |
| 16    | Visegrad 4 Bicycle Race-GP Czech Republic  | 1.2   | Rok Korošec                           | Amplatz-BMC                   |
| 16    | Grande Prêmio Impanis-Van Petegem          | 1.hc  | Matteo Trentin                        | Quick-Step Floors             |
| 17    | Grande Prêmio de Isbergues                 | 1.1   | Benoît Cosnefroy                      | AG2R La Mondiale              |
| 17    | Visegrad 4 Bicycle Race-GP Polski Via Odra | 1.2   | Kamil Zieliński                       | Domin Sport                   |
| 20    | Circuito de Houtland                       | 1.1   | Tom Devriendt                         | Wanty-Groupe Gobert           |
| 23-24 | Tour de Gévaudan Languedoc-Roussillon      | 2.2   | Guillaume Martin                      | Wanty-Groupe Gobert           |
| 24    | Gooikse Pijl                               | 1.2   | Kenny Dehaes                          | Wanty-Groupe Gobert           |
| 24    | Paris-Chauny                               | 1.2   | Thomas Boudat                         | Direct Énergie                |
| 24    | Dúo Normando                               | 1.1   | Anthony Delaplace Pierre-Luc Périchon | Fortuneo-Oscaro               |
| 26-27 | Giro de Toscana                            | 2.1   | Guillaume Martin                      | Wanty-Groupe Gobert           |
| 26    | Ruta d'Oro                                 | 1.2U  | Nicolás Tivani                        | Unieuro Trevigiani-Hemus 1896 |
| 28    | Coppa Sabatini                             | 1.1   | Andrea Pasqualon                      | Wanty-Groupe Gobert           |
| 30    | Memorial Imre Riczu                        | 1.2   | Alberto Giuriato                      |                               |
| 30    | Omloop Eurometropool                       | 1.1   | André Greipel                         | Lotto Soudal                  |
| 30    | Giro de Emilia                             | 1.hc  | Giovanni Visconti                     | Bahrain Merida                |

### Outubro
| Data | Corrida                      | Cat. | Ganhador             | Equipa                     |
| ---- | ---------------------------- | ---- | -------------------- | -------------------------- |
| 1    | Grande Prêmio Bruno Beghelli | 1.hc | Luis León Sánchez    | Astana                     |
| 1    | Tour de Eurométropole        | 1.hc | Daniel McLay         | Fortuneo-Oscaro            |
| 1    | Piccolo Giro de Lombardia    | 1.2U | Alexandr Riabushenko |                            |
| 1    | Tour de Vendée               | 1.1  | Christophe Laporte   | Cofidis, Solutions Crédits |
| 3    | Três Vales Varesinos         | 1.hc | Alexandre Geniez     | AG2R La Mondiale           |
| 3    | Giro de Münsterland          | 1.hc | Sam Bennett          | Bora-Hansgrohe             |
| 3    | Binche-Chimay-Binche         | 1.1  | Jasper De Buyst      | Lotto Soudal               |
| 5    | Milão-Turín                  | 1.hc | Rigoberto Urán       | Cannondale-Drapac          |
| 5    | Paris-Bourges                | 1.1  | Rudy Barbier         | AG2R La Mondiale           |
| 8    | Paris-Tours sub-23           | 1.2U | Jasper Philipsen     |                            |
| 8    | Paris-Tours                  | 1.hc | Matteo Trentin       | Quick-Step Floors          |
| 11   | Famenne Ardenne Classic      | 1.1  | Moreno Hofland       | Lotto Soudal               |
| 14   | Tacx Pro Classic             | 1.1  | Fraude Roosen        | LottoNL-Jumbo              |
| 15   | Chrono des Nations sub-23    | 1.2U | Mathias Norsgaard    | Giant-Castelli             |
| 15   | Chrono des Nations           | 1.1  | Martin Toft Madsen   | BHS-Almeborg-Bornholm      |
| 17   | Prêmio Nacional de Clausura  | 1.1  | Arvid de Kleijn      | Baby-Dump                  |

## Classificações finais
- Nota:  As classificações finais são:[3]

### Individual
| Posição | Ciclista        | Pontos |
| ------- | --------------- | ------ |
| 1.°     | Nacer Bouhanni  | 1124   |
| 2.º     | Jasper De Buyst | 935    |
| 3.°     | André Greipel   | 886    |
| 4.°     | Elia Viviani    | 813    |
| 5.°     | Egan Bernal     | 800    |
| 6.°     | Arnaud Démare   | 762    |
| 7.°     | Thibaut Pinot   | 761    |
| 8.°     | Mattia Cattaneo | 731    |
| 9.°     | Kenny Dehaes    | 706    |
| 10.°    | Matteo Trentin  | 700    |

### Equipas
| Posição | Equipa                       | Pontos |
| ------- | ---------------------------- | ------ |
| 1.º     | Wanty-Groupe Gobert          | 3235   |
| 2.º     | Cofidis, Solutions Crédits   | 3169   |
| 3.º     | Androni-Sidermec-Bottecchia  | 2959   |
| 4.º     | WB Veranclassic Aqua Protect | 2613   |
| 5.º     | Fortuneo-Oscaro              | 2587   |

### Países
| Posição | País          | Pontos |
| ------- | ------------- | ------ |
| 1.º     | França        | 5802   |
| 2.º     | Itália        | 5676   |
| 3.º     | Bélgica       | 5172   |
| 4.º     | Espanha       | 3718   |
| 5.º     | Países Baixos | 3498   |

### Países sub-23
| Posição | País      | Pontos |
| ------- | --------- | ------ |
| 1.º     | França    | 2164   |
| 2.º     | Dinamarca | 1671   |
| 3.º     | Bélgica   | 1349   |

## Evolução das classificações
| Data            | Classificação individual | Classificação por equipas | Classificação por países | Classificação por países sub-23 |
| --------------- | ------------------------ | ------------------------- | ------------------------ | ------------------------------- |
| 31 de janeiro   | Baptiste Planckaert      | Cofidis                   | França                   | Itália                          |
| 28 de fevereiro | Baptiste Planckaert      | Cofidis                   | França                   | Itália                          |
| 31 de março     | Baptiste Planckaert      | Cofidis                   | França                   | Grã-Bretanha                    |
| 30 de abril     | Nacer Bouhanni           | Wanty-Groupe Gobert       | França                   | França                          |
| 31 de maio      | Nacer Bouhanni           | Wanty-Groupe Gobert       | França                   | França                          |
| 30 de junho     | Nacer Bouhanni           | Wanty-Groupe Gobert       | França                   | França                          |
| 31 de julho     | Nacer Bouhanni           | Wanty-Groupe Gobert       | França                   | França                          |
| 31 de agosto    | Nacer Bouhanni           | Wanty-Groupe Gobert       | França                   | França                          |
| 30 de setembro  | Nacer Bouhanni           | Wanty-Groupe Gobert       | França                   | França                          |
| 31 de outubro   | Nacer Bouhanni           | Wanty-Groupe Gobert       | França                   | França                          |
| Final           | Nacer Bouhanni           | Wanty-Groupe Gobert       | França                   | França                          |